# Ángel Martínez Cervera
Ángel Martinez Cervera, także Ángel (ur. 31 stycznia 1986 w Gironie) – hiszpański piłkarz występujący w Millwall na pozycji pomocnika.

## Kariera klubowa
- 2005–2007: RCD Espanyol B
- 2007–2010: RCD Espanyol
- 2009–2010: Rayo Vallecano (wypożyczenie)
- 2010–2011: Girona FC
- 2011–2014: Blackpool
- 2014– Millwall